# Syllogae minores
Syllogae minores (es decir, "colecciones menores") es un término usado en la literatura para describir pequeñas colecciones de epigramas griegos, que son parte de la llamada Antología griega: la colección de epigramas griegos. El término "Syllogae" proviene de la palabra griega "Συλλογαί" (colecciones), mientras que el término "minores" (menores) se utiliza para distinguirlos de las grandes e importantes colecciones: la Antología palatina y la Antología de Planudes. Algunas de estas colecciones son relevantes debido a que los epigramas que contienen no se hallan en ninguna de las otras colecciones, mientras que otros son altamente dependientes de fuentes conocidas, sobre todo de la Antología de Planudes.

## Colecciones
Las siguientes colecciones son parte de los "minores Syllogae" (la abreviatura Syll. se utiliza para la palabra Sylloge' '(en griego: Συλλογή/'colección):
- Sylloge S (conocida como Sylloge Parisina): 118 epigramas, París. Suppl. 352, siglo XIII (publicada por Cramer, An. Par. 4.365), también en forma abreviada en Par. gr. 1630 (mediados del siglo XIV)
- Sylloge L (Laurentiana): 169 epigramas, por Maximus Planudes (circa 1280, 20 años anterior a la edición de la Antología de Planudes. Conservados en varios manuscritos en ediciones abreviadas. En su forma más completa se encuentra en el Codex Laur. 32.16 (con autógrafo de Maximus Planudes).
- Sylloge E, también denominada en el pasado como Sylloge Euphemiana, conforme al nombre de la persona a la que se dedicó la colección. Consta de 82 epigramas en tres manuscritos (siglo XVI) recopilados originalmente en el Codex Parisinus 2720 (publicado por Schneidewin, en Progymn. in Anth. Gr, Gotinga, año 1855,[6]) es la principal fuente. Los otros dos manuscritos son Parisinus 1773 y Laur. 57.29.[7]
- Sylloge Σπ: 58 epigramas en las páginas en blanco de la Antología palatina (al principio, al final y en algunas páginas intermedias). El contenido de esta colección es una versión extendida de la de Syll.E.
- Appendix B.-V: o ABV (Appendix Barberino-Vaticana), 56 (o 54) epigramas eróticos transmitidos a través de tres manuscritos: Vat. Barb. gr. 123, Vat. gr. 240 y Par. Suppl. gr. 1199 (siglo XVI, (publicado por  L. Sternbach, Anth. Plan. Appendix Barberino-Vaticana (Leipzig 1890).[8]
- Sylloge I: contiene 17 epigramas encontrados en Codex Vat. Pal. gr. 128 (la primera parte es del siglo XV)
- Sylloge H: cinco manuscritos que tienen un total de 24 epigramas. En cada manuscrito hay un número diferente de epigramas.
- Sylloge S: contiene 121 epigramas. Se ha encoentradeo en Syll. E en el Codex Par. gr. 1773, y en el Laur. 57.29.
- Sylloge T: con 45 epigramas hallados en Vindobonensis Phil. gr. 311 (finales del siglo XV)
- Sylloge F: cincuenta y dos  epigramas contenidos en Laurentianus Gr. 91 sup. 8 ff. 1-6 (siglo XVI) (sistemáticamente idénticos a los epigramas correspondientes de la Antología de Planudes).[4]
- Sylloge O: 31 epigramas de la Antología de Planudes hallados en Laur. 32.50 (siglos XV-XVI)
- Sylloge K: 19 epigramas[1] o 24,[4] (20 están en la Antología palatina y en la Antología de Planudes, uno en la Antología de Planudes y tres que no existen en ninguna de las dos), se basan en la Antología de Planudes, y están contenidos en los siguientes manuscritos: Laurentianus Gr. 59.44 ff. 235-239, Marc. gr. XI.15 y Vat. gr. 1404
- Sylloge G, 33 epigramas contenidos también en la Antología de Planudes, se hallaron en el Code Par. Suppl. gr, 455 (siglos XV-XVI)